# 32-га флотилія підводних човнів Крігсмаріне
32-га флотилія підводних човнів Крігсмаріне — навчальний підрозділ військово-морського флоту Третього Рейху.

## Історія
32-та флотилія, була створена у квітні 1944 року в Кенігсберзі під командуванням фрегаттен-капітана Германа Рігеле для навчання екіпажів підводних човнів типу XXIII. У січні 1945 року флотилію було передислоковано до Гамбургу, а у березні того ж року командування підрозділом прийняв корветтен-капітан Ульріх Гайзе. Флотилія була розформована у травні 1945 року, після капітуляції Німеччини..

## Склад
До складу 32-ї флотилії за час існування входили 43 підводні човни:
| Тип   | Кількість |
| ----- | --- |
| XXI   | 2 (U-3001, U-3002) |
| XXIII | 41 (U-2321, U-2322, U-2324, U-2325, U-2326, U-2327, U-2328, U-2329, U-2330, U-2331, U-2334, U-2335, U-2336, U-2337, U-2338, U-2339, U-2340, U-2341, U-2342, U-2343, U-2344, U-2345, U-2346, U-2347, U-2348, U-2349, U-2350, U-2351, U-2352, U-2353, U-2354, U-2355, U-2356, U-2357, U-2358, U-2359, U-2360, U-2361, U-2362, U-2363, U-2364) |